# Pericallia quadrimaculata
Pericallia quadrimaculata är en fjärilsart som beskrevs av Talbot 1929. Pericallia quadrimaculata ingår i släktet Pericallia och familjen björnspinnare. Inga underarter finns listade i Catalogue of Life.